# Raugu
Raugu is een plaats in de Estlandse gemeente Saaremaa, provincie Saaremaa. De plaats heeft de status van dorp (Estisch: küla) en telt 9 inwoners (2021).
Tot in oktober 2017 lag de plaats in de gemeente Orissaare. In die maand ging Orissaare op in de fusiegemeente Saaremaa.

## Geschiedenis
Raugu werd voor het eerst genoemd in 1592 onder de naam Rauko Niclas, een boerderij. In 1798 werd een dorp Rauga genoemd, dat op het landgoed van Rannaküla lag.
In 1977 werd Raugu bij het buurdorp Randküla gevoegd. In 1997 werd het weer een zelfstandig dorp.